# 切爾沃尼斯捷波克
50°6′35″N 28°46′14″E / 50.10972°N 28.77056°E
切爾沃尼斯捷波克（烏克蘭語：Червоний Степок），是烏克蘭北部的村莊，隸屬日托米爾州的日托米爾區。該村始建於1924年，面積0.27平方公里，海拔高度237米，2001年人口69，人口密度每平方公里256.51人。